# Czobor Vilmos
Nemespanni Czobor Vilmos (Czibulya; Gyerk, 1864. május 18. – Vámosladány, 1911. április 21.) plébános, költő.

## Élete

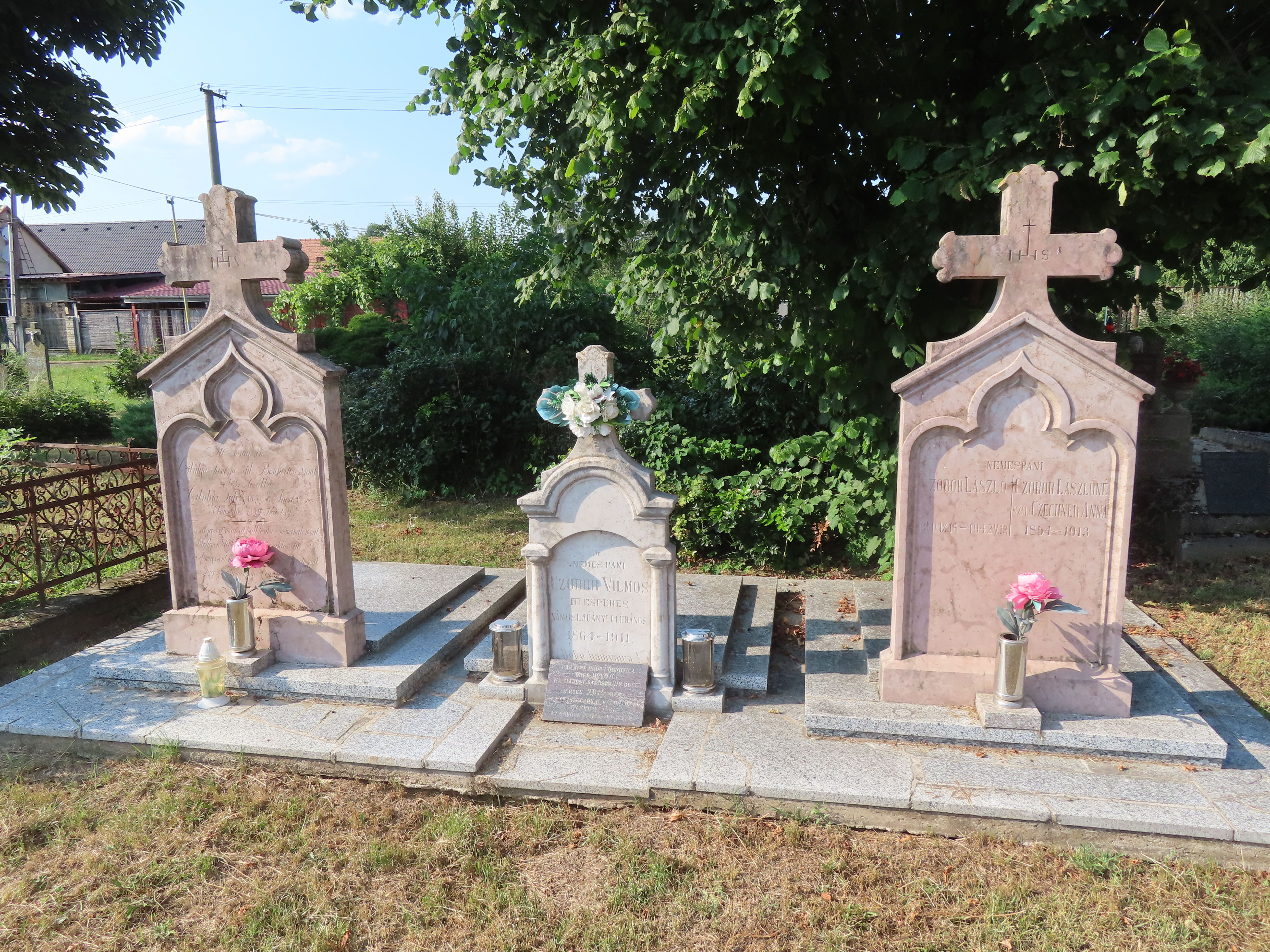
Sírhelye Gyerken

Apja Czibulya János (1816–1893) Gyerk község jegyzője, adópénztárnok, anyja Benkovics Anna (1815–1859) volt. Testvérei Czobor László alispán, Czibulya Gyula uradalmi felügyelő, Szlamka Istvánné Czobor Mária, Rubinek Andrásné Czobor Hermina és Keleti Antalné Czobor (Czibulya) Izabella voltak. Unokaöccse Czobor Imre főispán, unokahúga férje Farkas Ferenc gazdasági szakíró volt.
Teológiai tanulmányait az esztergomi szemináriumban végezte. 1886. december 31-én szentelték pappá. 1887-től Tölgyesen, majd Gútán, 1892-től Léván volt káplán. 1893-tól adminisztrátor, majd 1894-től Vámosladány plébánosa. 1905-ben zsemléri adminisztrátor lett, 1910-től lévai espereshelyettes, espereskerületi jegyző és tanfelügyelő.
1899. október 10-én Czibulya László Hont vármegye alispánja, Czibulya Gyula esztergomi hercegprímási uradalmi felügyelő és leszármazottaik valamint Czibulya Vilmos vámosladányi római katolikus plébános nevük "Czobor"-ra változtatása mellett "nemespanni" előnévvel magyar nemességet kaptak.

## Művei
Drégelről írt verse Pongrácz Lajos 1885 (szerk.): Szondi-albumában